# Cayo Servilio Glaucia
Cayo o Gayo Servilio Glaucia  (m. 100 a. C.), apodado de esta manera por los bellos ojos verdes de su familia, fue un político romano que sirvió como tribuno de la plebe en 101 a. C. y pretor en 100 a. C.

## Familia
Glaucia fue miembro de la gens Servilia, probablemente descendiente de los Servilios Géminos. Su probable padre o abuelo fue Servilio Glaucia, un senador de rango cuestorio.

## Carrera pública
Por las fechas de su cursus honorum, Glaucia nació alrededor del año 142 a. C. Debió ejercer la cuestura antes de 108 a. C., aunque no hay registros históricos que lo atestigüen, y el tribunado de la plebe en el 101 a. C. Otros autores expresan cierta incertidumbre entre esta última fecha y el año 104 a. C.
En el año 102 a. C. Quinto Cecilio Metelo Numídico, durante su censura, trató de expulsarlo del Senado. Su colega y pariente, Cayo Cecilio Metelo Caprario, lo impidió alegando que la medida podría provocar disturbios.
Muy amigo del tribuno de la plebe Lucio Apuleyo Saturnino, cuando este se presentó a un segundo tribunado consecutivo, para asegurar su elección, Glaucia indujo a la muerte de uno de los tribunos que se presentaban. Era un brillante jurista y legalista.
Cuando intentó presentarse a las elecciones consulares en 99 a. C., se encontró con otro de los candidatos a las elecciones para el consulado, Cayo Memio, que le reprochó que su candidatura era ilegal ya que había que esperar dos años desde la pretura para poder presentarse a cónsul. En un ataque de rabia, Glaucia lo mató y huyó a la casa de uno de sus seguidores, Cayo Claudio, pero cuando se enteró de la muerte de su aliado político y amigo, se suicidó.